# Taygete sphecophila
Taygete sphecophila is een vlinder uit de familie van de dominomotten (Autostichidae). De wetenschappelijke naam van de soort is voor het eerst geldig gepubliceerd in 1936 door Meyrick als Epithectis sphecophila.
De vlinder heeft een spanwijdte van 7,5 tot 9 millimeter. De vleugels zijn grijsbruin, met gelijkgekleurde franje, en drie driehoekige donkerbruine markeringen bij de costa. De rups wordt tot 8,2 millimeter lang en leeft in nesten van de wesp Polistes versicolor. De soort komt voor op Trinidad en de Galapagoseilanden, waar hij waarschijnlijk is geïntroduceerd samen met P. versicolor.